# Sibongkaras
Sibongkaras is een bestuurslaag in het regentschap Pakpak Bharat van de provincie Noord-Sumatra, Indonesië. Sibongkaras telt 91 inwoners (volkstelling 2010).